# Аранго, Хайме
Ха́йме де Хесу́с Ара́нго Эстра́да, также известный по прозвищу «Джи́мми» (исп. Jaime de Jesús Arango Estrada; род. 11 января 1962 в Итагуи, департамент Антьокия) — колумбийский футболист, выступавший на позиции нападающего в 1980—1990-е годы. Наиболее известен по выступлениям за «Атлетико Насьональ».

## Биография
Хайме Аранго родился в футбольной семье в пригороде Медельина Итагуи. Двое его братьев, Маркос и Хавьер, тоже были футболистами. Во второй половине 1970-х годов Аранго активно выступал на любительском уровне за команды и сборную департамента Антьокия. В 1981 году попал в один из ведущих клубов страны — «Индепендьенте Медельин». Отыграл за эту команду два сезона, но столкнулся с неприятием со стороны игроков-уроженцев Медельина. В 1983—1985 годах играл в футбол только на любительском уровне. Всё изменилось с приходом в «Кристаль Кальдас» (ныне — «Онсе Кальдас») Франсиско Матураны — тренеру понадобился быстрый и негабаритный форвард, и он вспомнил про Джимми Аранго. В 1986 году Матурана перешёл в «Атлетико Насьональ», и вместе с собой привёл в команду Аранго, для которого это стало возвращением в Медельин.
За «Атлетико Насьональ» Аранго выступал до 1992 года. Джимми был одним из ключевых игроков «Атлетико Насьоналя» в розыгрыше Кубка Либертадорес 1989 года, который впервые в истории выиграла колумбийская команда. Отметился одним забитым мячом в ворота «Депортиво Кито» (победа 2:1) на групповом этапе. Сыграл в двух финальных матчах против асунсьонской «Олимпии». В 1991 году помог команде выиграть чемпионат Колумбии, трижды занимал второе место. В 1993 году выступал за «Энвигадо», после чего вернулся в «Атлетико Насьональ», сразу же во второй раз став чемпионом Колумбии. Завершил профессиональную карьеру по окончании сезона 1997. Входит в число 15 самых результативных бомбардиров в истории «Атлетико Насьоналя».
За основную сборную Колумбии Хайме Аранго выступал в 1988 и 1989 годах. Провёл пять матчей и забил один гол. Все игры были товарищескими. Свой единственный мяч за «кафетерос» Аранго забил 19 мая 1988 года на Олимпийском стадионе в Хельсинки в ворота сборной Финляндии — колумбийцы выиграли со счётом 3:1.
С 2002 года работает тренером в молодёжных и юношеских командах «Атлетико Насьоналя». У Хайме трое сыновей — Габриэль Хайме, Сантьяго и Матео; все трое прошли через футбольную школу «Атлетико Насьоналя».

## Титулы и достижения
Командные
- Чемпион Колумбии (2): 1991, 1994
- Вице-чемпион Колумбии (3): 1988, 1990, 1992
- Обладатель Кубка Либертадорес (1): 1989
- Обладатель Межамериканского кубка (1): 1989